# Centruroides
Genre
Centruroides est un genre de scorpions de la famille des Buthidae.

## Distribution
Les espèces de ce genre se rencontrent dans le Sud de l'Amérique du Nord, aux Antilles, en Amérique centrale et dans le Nord de Amérique du Sud.

## Description

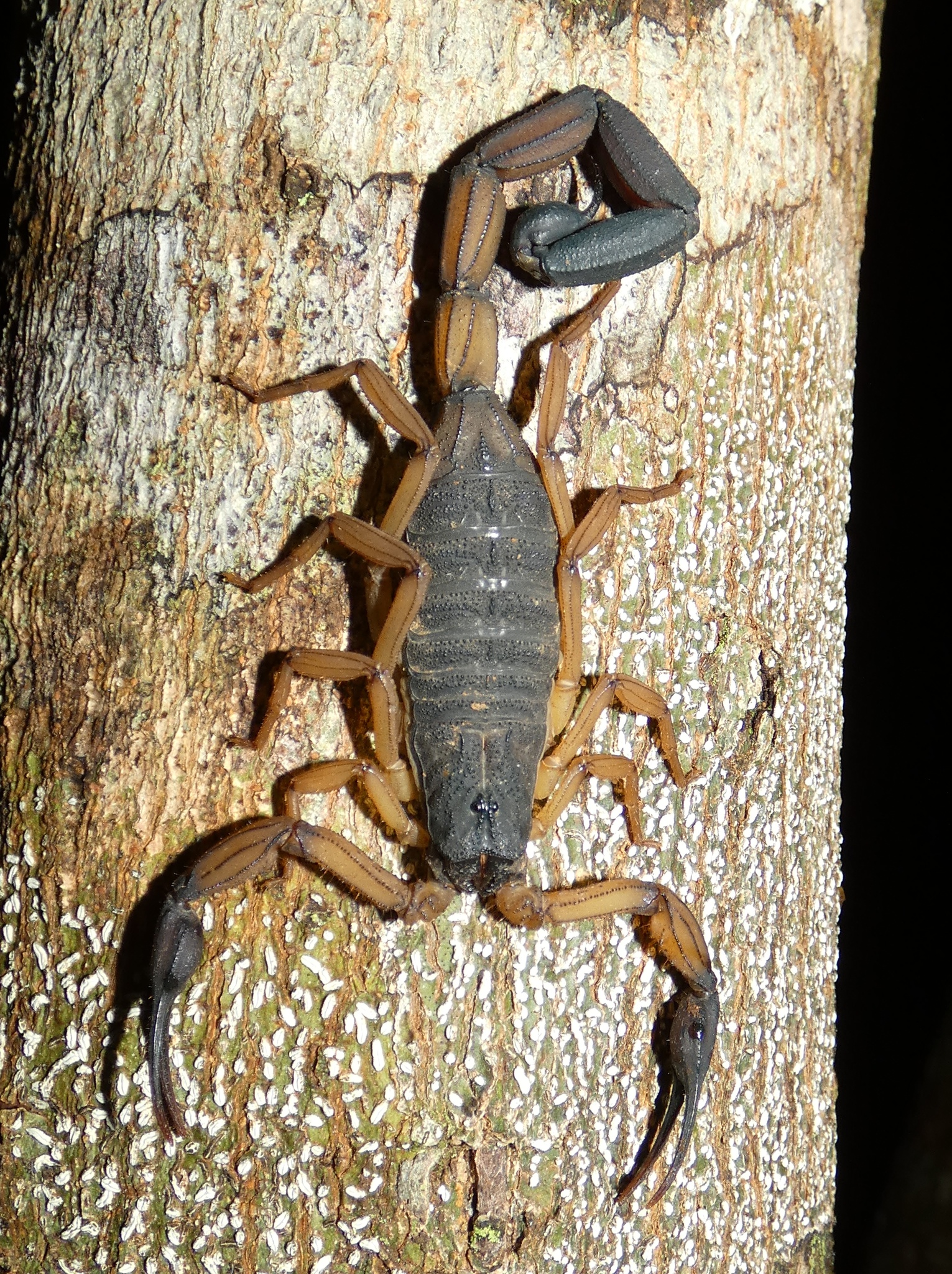
Centruroides bicolor

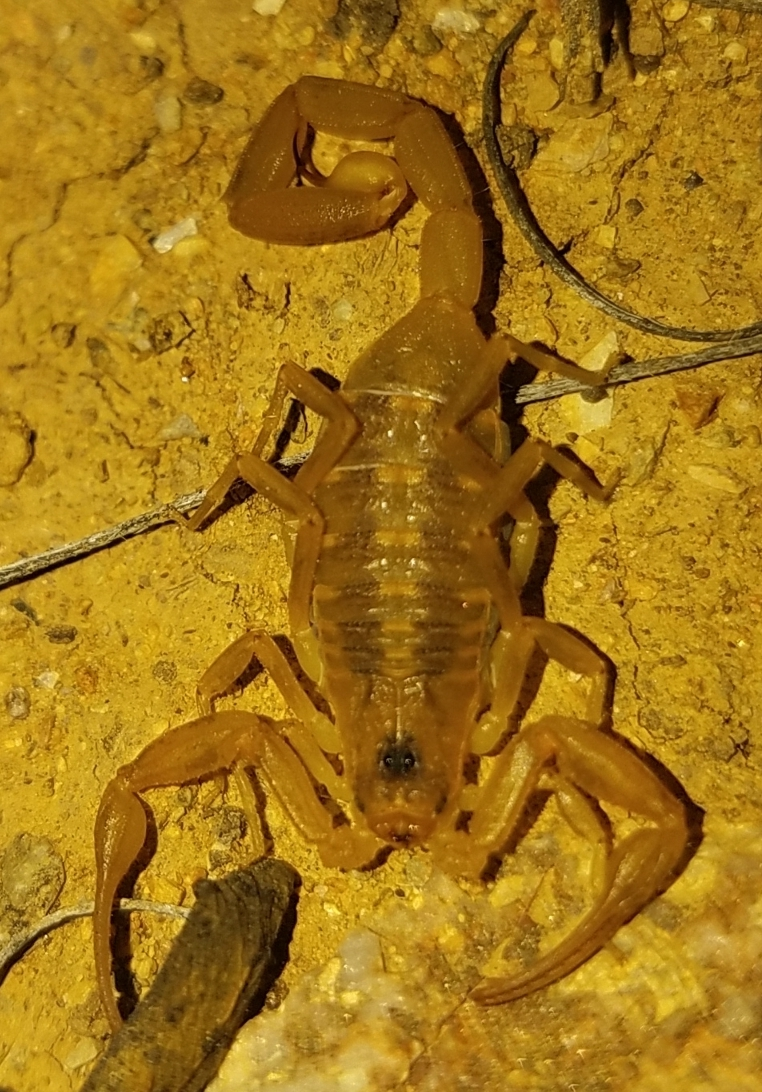
Centruroides bicolor

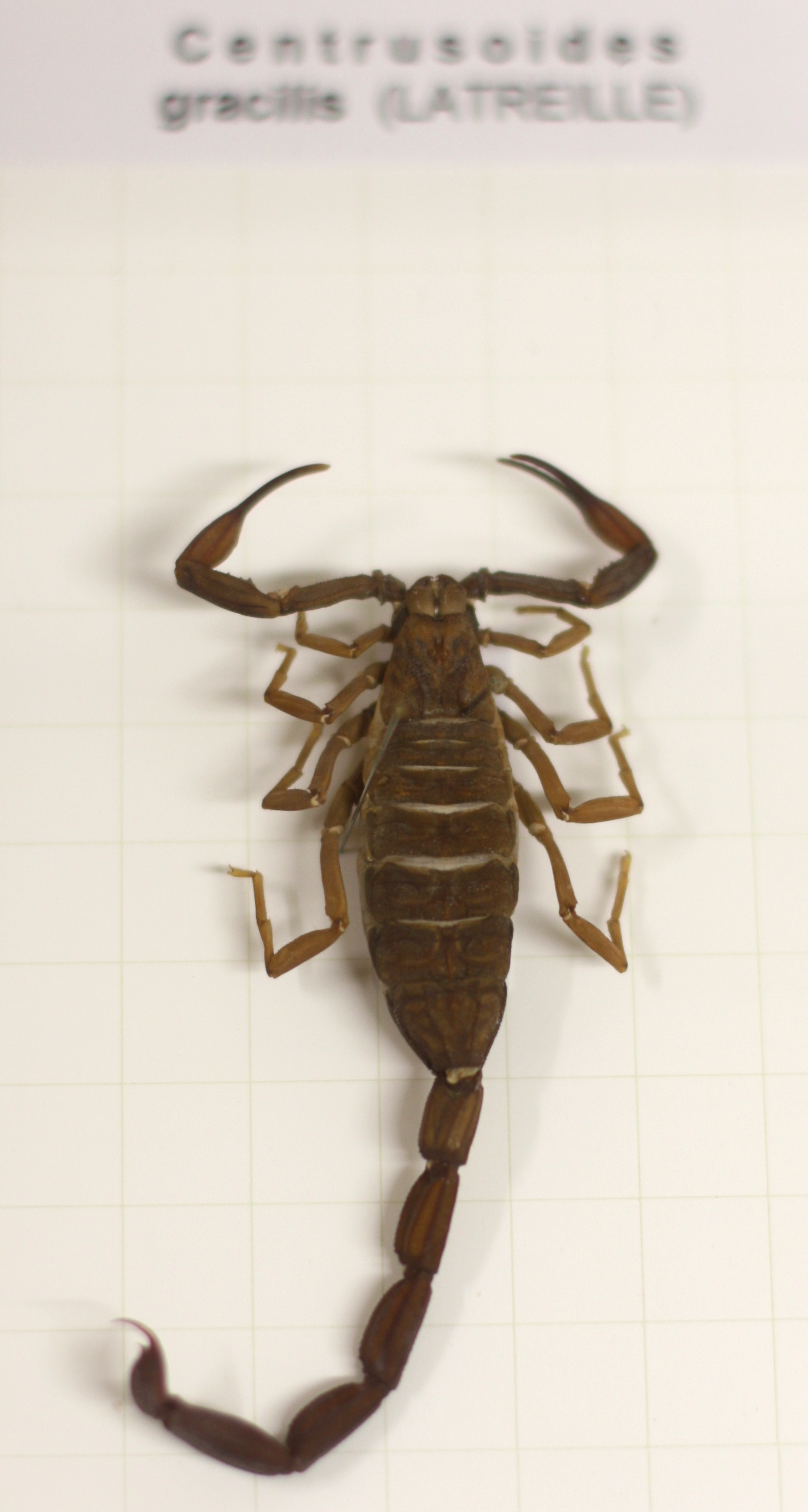
Centruroides gracilis

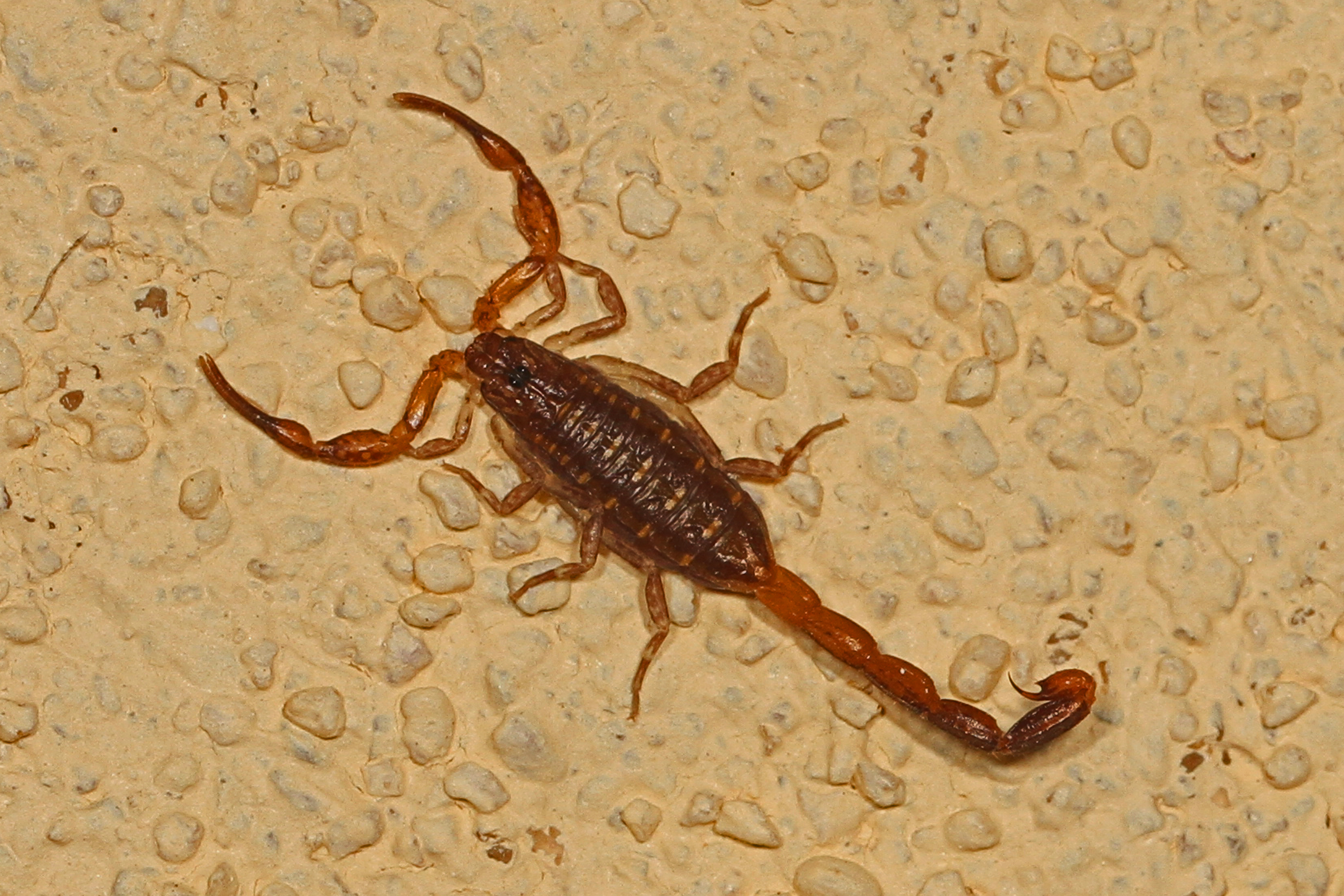
Centruroides hentzi

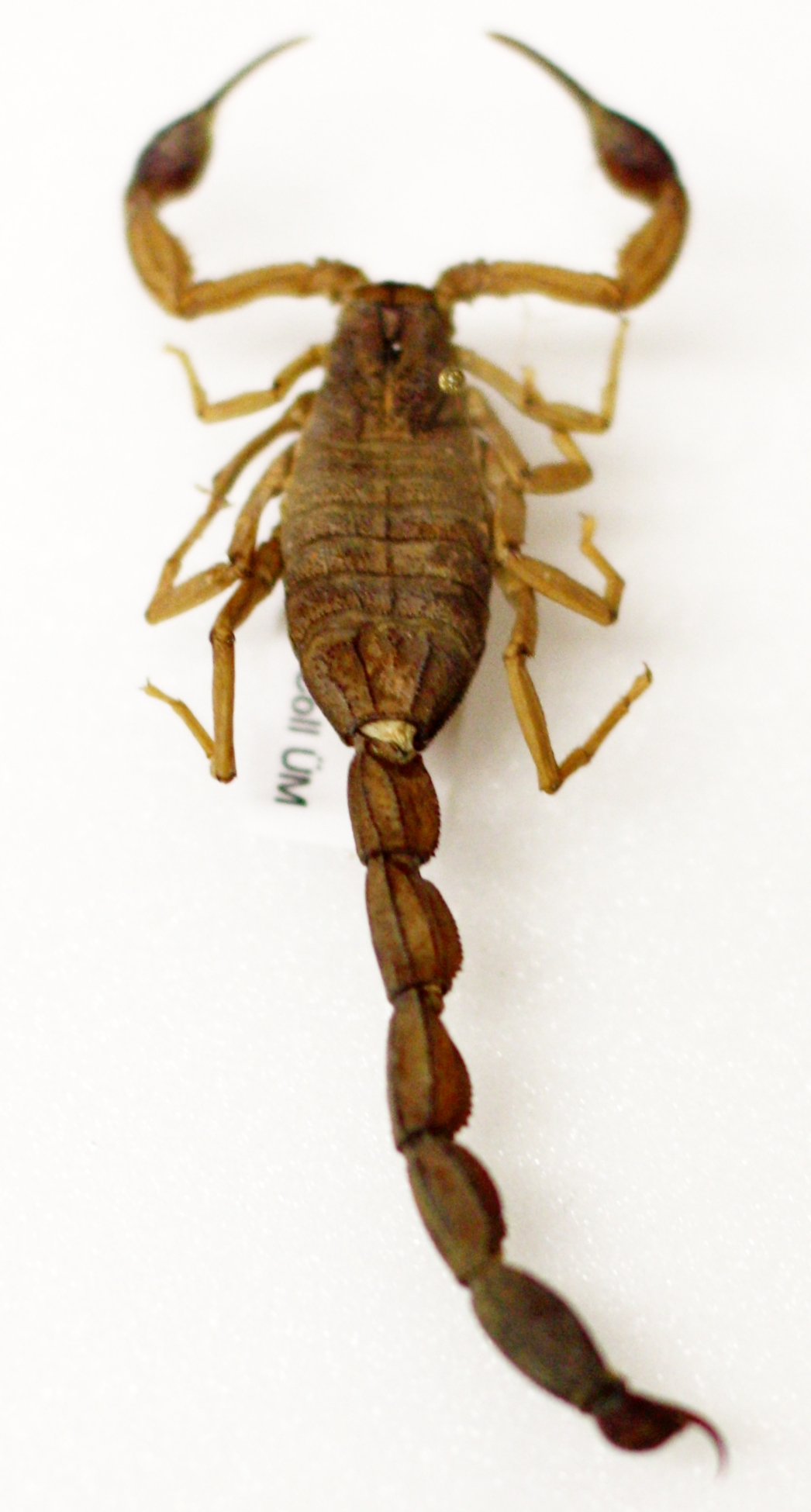
Centruroides margaritatus

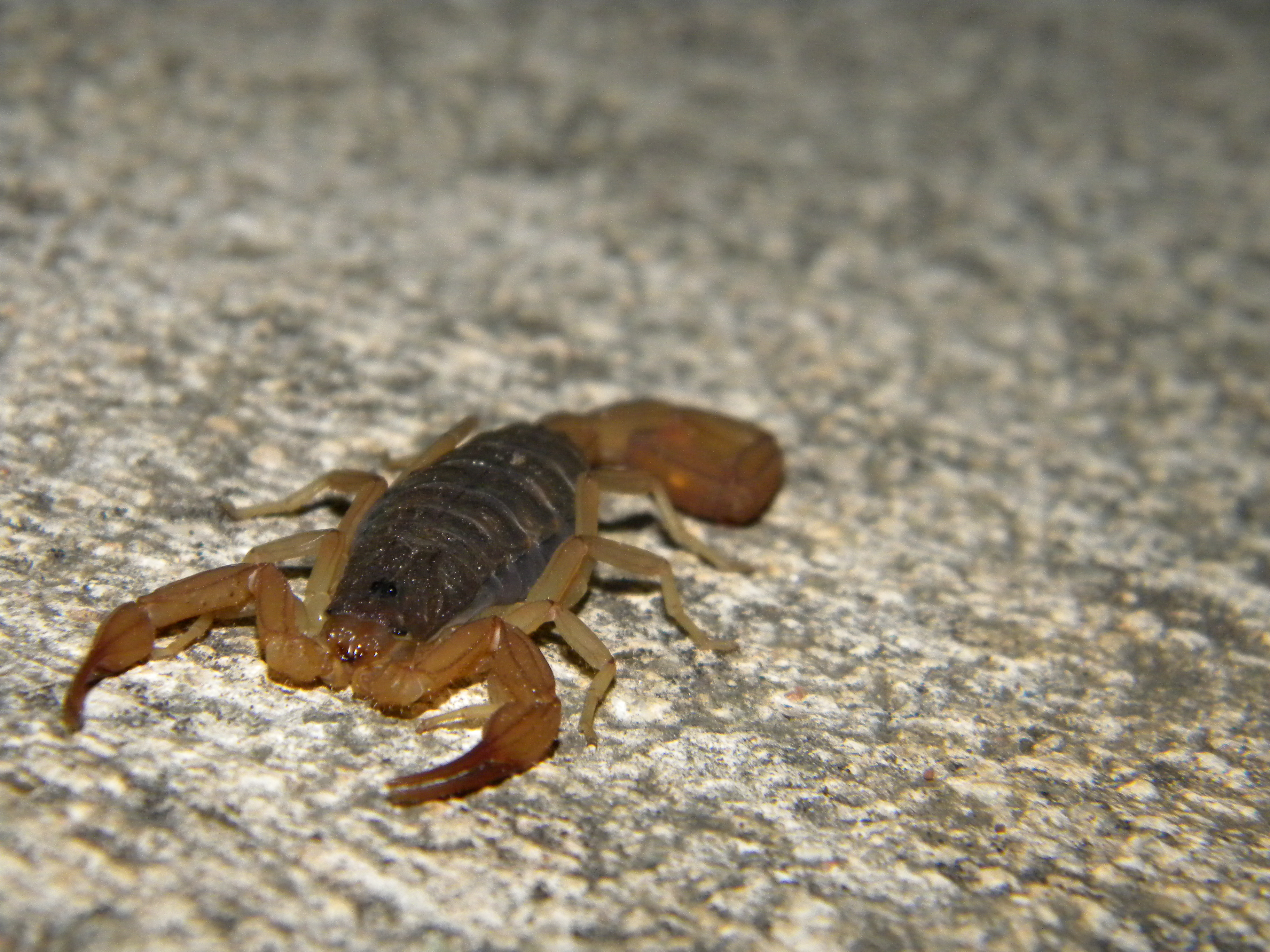
Centruroides ochraceus

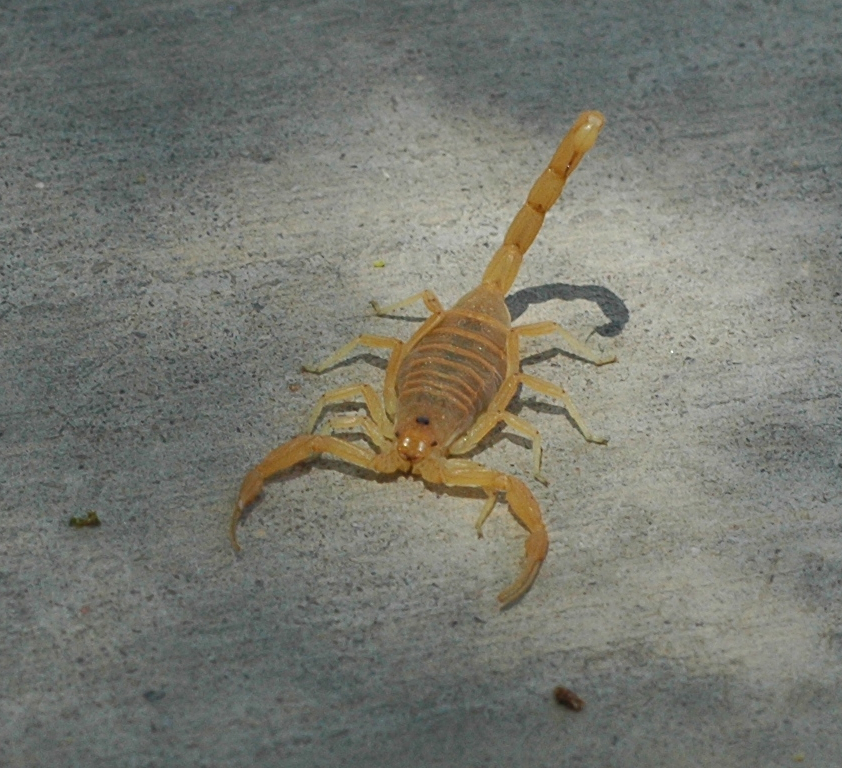
Centruroides sculpturatus

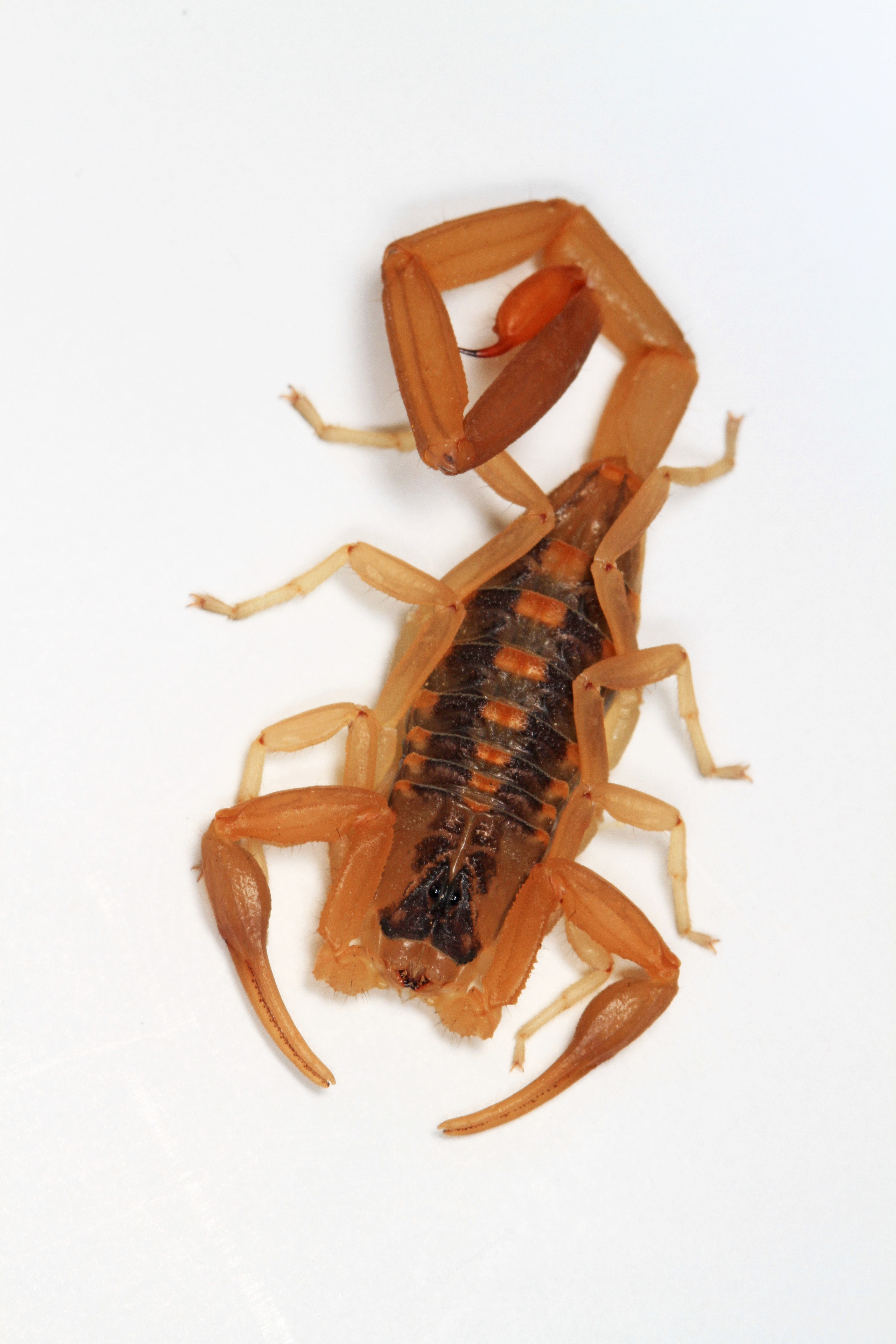
Centruroides vittatus

Les peignes sont de 26 à 36 pour un mâle et de 24 à 30 pour une femelle.
La gestation dure de cinq à six mois et donne naissance de 20 à 40 pullus.
La longévité est d'environ cinq ans.
Le venin est dangereux.

## Liste des espèces
Selon The Scorpion Files (02/05/2025) :
- Centruroides alayoni Armas, 1999
- Centruroides altagraciae Teruel, Armas & Kovařík, 2015
- Centruroides anchorellus Armas, 1976
- Centruroides arctimanus Armas, 1976
- Centruroides baergi Hoffmann, 1932
- Centruroides baldazoi Ponce-Saavedra, Linares-Guillén & Quijano-Ravell, 2022
- Centruroides balsasensis Ponce & Francke, 2004
- Centruroides bani Armas & Marcano Fondeur, 1987
- Centruroides baracoae Armas, 1976
- Centruroides barbudensis (Pocock, 1898)
- Centruroides berstoni Goodman, Prendini, Francke & Esposito, 2021
- Centruroides bertholdii (Thorell, 1876)
- Centruroides bicolor (Pocock, 1898)
- Centruroides bonito Quijano-Ravell, Teruel & Ponce-Saavedra, 2016
- Centruroides caral Armas & Trujillo, 2013
- Centruroides caribbeanus Teruel & Myers, 2017
- Centruroides chamela Ponce-Saavedra & Francke, 2011
- Centruroides chamulaensis Hoffmann, 1932
- Centruroides catemacoensis Goodman, Prendini, Francke & Esposito, 2021
- Centruroides chanae Goodman, Prendini, Francke & Esposito, 2021
- Centruroides chiapanensis Hoffmann, 1932
- Centruroides concordia Armas & Teruel, 2021
- Centruroides cuauhmapan Goodman, Prendini, Francke & Esposito, 2021
- Centruroides edwardsii (Gervais, 1843)
- Centruroides elegans (Thorell, 1876)
- Centruroides exilicauda (Wood, 1863)
- Centruroides exilimanus Teruel & Stockwell, 2002
- Centruroides exsul (Meise, 1933)
- Centruroides fallassisimus Armas & Trujillo, 2010
- Centruroides farri Armas, 1976
- Centruroides flavopictus (Pocock, 1898)
- Centruroides franckei Santibáñez-López & Contreras-Felix, 2013
- Centruroides fulvipes (Pocock, 1898)
- Centruroides galano Teruel, 2001
- Centruroides gracilis (Latreille, 1804)
- Centruroides granosus (Thorell, 1876)
- Centruroides griseus (C. L. Koch, 1844)
- Centruroides guanensis Franganillo, 1930
- Centruroides hamadryas Goodman, Prendini, Francke & Esposito, 2021
- Centruroides hentzi (Banks, 1900)
- Centruroides hirsuticauda Teruel, 2011
- Centruroides hirsutipalpus Ponce-Saavedra & Francke, 2009
- Centruroides hoffmanni Armas, 1996
- Centruroides huichol Teruel, Ponce-Saavedra & Quijano-Ravell, 2015
- Centruroides infamatus (C.L. Koch, 1844)
- Centruroides insulanus (Thorell, 1876)
- Centruroides ixil Trujillo & Armas, 2016
- Centruroides jaragua Armas, 1999
- Centruroides jorgeorum Santiago-Blay, 2009
- Centruroides koesteri Kraepelin, 1912
- Centruroides lauriadnae Ponce-Saavedra & Francke, 2019
- Centruroides lenca Armas & Cubas-Rodríguez, 2025
- Centruroides limbatus (Pocock, 1898)
- Centruroides limpidus (Karsch, 1879)
- Centruroides luceorum Armas, 1999
- Centruroides lucidus Teruel, Armas & Kovařík, 2015
- Centruroides marcanoi Armas, 1981
- Centruroides margaritatus (Gervais, 1841)
- Centruroides mascota Ponce-Saavedra & Francke, 2011
- Centruroides meisei Hoffmann, 1939
- Centruroides melanodactylus Teruel, 2001
- Centruroides navarroi Teruel, 2001
- Centruroides nigrescens (Pocock, 1898)
- Centruroides nigrimanus (Pocock, 1898)
- Centruroides nigropunctatus Teruel, 2006
- Centruroides nigrovariatus (Pocock, 1898)
- Centruroides nitidus (Thorell, 1876)
- Centruroides noxius Hoffman, 1932
- Centruroides ochraceus (Pocock, 1898)
- Centruroides orizaba Armas & Martin-Frias, 2003
- Centruroides ornatus Pocock, 1902
- Centruroides pallidiceps Pocock, 1902
- Centruroides panamensis Arias & Esposito, 2014
- Centruroides platnicki Armas, 1981
- Centruroides pococki Sissom & Francke, 1983
- Centruroides polito Teruel, 2007
- Centruroides poncei Teruel, Kovařík, Baldazo-Monsivais & Hoferek, 2015
- Centruroides possanii González-Santillán, Galán-Sánchez & Valdez-Velázquez, 2019
- Centruroides rileyi Sissom, 1995
- Centruroides robertoi Armas, 1976
- Centruroides rodolfoi Santibáñez-López & Contreras-Felix, 2013
- Centruroides romeroi Quijano-Ravell, Armas, Francke & Ponce-Saavedra, 2019
- Centruroides ruana Quijano-Ravell & Ponce-Saavedra, 2016
- Centruroides sanandres Armas, Sarmiento & Florez, 2012
- Centruroides sasae Santiago-Blay, 2009
- Centruroides schmidti Sissom, 1995
- Centruroides sculpturatus Ewing, 1928
- Centruroides serrano Santibáñez-López & Ponce-Saavedra, 2009
- Centruroides simplex (Thorell, 1876)
- Centruroides sissomi Armas, 1996
- Centruroides spectatus Teruel, 2006
- Centruroides stockwelli Teruel, 2001
- Centruroides suffusus (Pocock, 1902)
- Centruroides tapachulaensis Hoffmann, 1932
- Centruroides tecomanus Hoffmann, 1932
- Centruroides tenuis Thorell, 1876
- Centruroides terueli Armas & Cubas-Rodriguez, 2023
- Centruroides testaceus (DeGeer, 1778)
- Centruroides thorellii (Kraepelin, 1891)
- Centruroides tuxtla Armas, 1999
- Centruroides underwoodi Armas, 1976
- Centruroides villegasi Baldazo-Monsivaiz, Ponce-Saavedra & Flores-Moreno, 2013
- Centruroides vittatus (Say, 1821)
- Centruroides yucatanensis Goodman, Prendini, Francke & Esposito, 2021

## Systématique et taxinomie
Ce genre a été décrit par Marx en 1890 dans les Buthidae.

## Publication originale
- Marx, 1890 : « Scientific results of explorations by the U.S. Fish Commission Steamer Albatross L.O. Howard, V. Annotated catalogue of the Insects collected in 1887-88. Arachnida. » Proceedings of the United States National Museum, vol. 12, no 1, p. 207-211 (texte intégral).